# Nabłonek gruczołowy
Nabłonek gruczołowy – rodzaj nabłonka, wyspecjalizowany w wydzielaniu i uwalnianiu wraz z płynem różnorodnych substancji.

## Opis ogólny
Komórki wydzielnicze nabłonka gruczołowego tworzą miąższ gruczołów, zrąb gruczołów jest natomiast utworzony przez tkankę łączną, w której znajdują się naczynia krwionośne, limfatyczne, a także nerwy zaopatrujące gruczoł. Gruczoły powstałe z nabłonka dzielimy na zewnątrzwydzielnicze i wewnątrzwydzielnicze.

## Gruczoły zewnątrzwydzielnicze
Są gruczołami, których światło ma kontakt ze środowiskiem zewnętrznym, przez co ich wydzielina wydostaje się poprzez przewód wyprowadzający na zewnątrz organizmu. Przykładami są tu gruczoły łojowe, mlekowe i potowe. Gruczoły te dzielimy w zależności od:
- kształtu odcinków wydzielniczych – mogą mieć kształt cewki (gruczoły cewkowe), kłębka (gruczoły kłębkowe) albo kłębka i pęcherzyka (gruczoły cewkowo-pęcherzykowe);
- rodzaju powstającej wydzieliny – w tym wypadku gruczoły dzielimy na śluzowe (wytwarzające gęsty płyn zawierający mucyny), surowicze (wytwarzające płyn wodnisty zawierający białko, a także bardzo często enzymy) i mieszane (wytwarza zarówno wydzielinę śluzową jak i surowiczą);
- mechanizmu według którego zachodzi wydzielanie – według tego podziału gruczoły dzielimy na apokrynowe, holokrynowe i merokrynowe;
- układu przewodów wyprowadzających – te z kolei dzielimy na gruczoły proste, nieposiadające przewodu wyprowadzającego (na przykład gruczoły jelitowe), ale także gruczoły rozgałęzione, w których do jednego przewodu uchodzi kilka odcinków wydzielniczych lub posiadające tylko jeden przewód wyprowadzający (gruczoł potowy) oraz złożone, których przewody wyprowadzające są rozgałęzione (na przykład część zewnątrzwydzielnicza trzustki)[2].

## Gruczoły wewnątrzwydzielnicze
Są pozbawione odcinków wydzielniczych. Wydzielane przez nie substancje (hormony) trafiają bezpośrednio do krwiobiegu, dzięki któremu wraz z krwią są one transportowane do narządów docelowych.